# Rhonda Byrne
Rhonda Byrne (Melbourne, 12 de marzo de 1951) es una escritora, guionista, productora de televisión, conferencista y cuentista australiana.

## Biografía
Rhonda Byrne es conocida por ser la autora de El Secreto, una película y un libro sobre la ley de la atracción (uno de los principales postulados de la corriente filosófica llamada Nuevo Pensamiento) que vendieron casi dos millones de DVD y cuatro millones de copias respectivamente en menos de seis meses.
También ha sido productora de Sensing Murder. De acuerdo a un artículo publicado por el Herald Sun de Australia, Byrne trabajó para la serie de televisión australiana World's Greatest Commercials y Marry Me.

## Obras literarias
- El secreto
- El Poder
- La Magia
- El Secreto. Enseñanzas Diarias
- Héroe